# El Rama
El Rama is een stad en gemeente in Nicaragua, een land in Midden-Amerika gelegen tussen Honduras en Costa Rica en begrensd door Stille Oceaan en Caraïbische Zee. El Rama ligt in de Región Autónoma de la Costa Caribe Sur aan de Rio Escondido. Het gebied werd oorspronkelijk bevolkt door  Caraïbische Rama-Indianen, buurvolk van de kustbewonende Miskito-Indianen. De Rama's verzetten zich zowel tegen de Spaanse veroveraars als, na 1633, tegen andere Europese naties en Engelse piraten.  
Naast de traditionele landbouw en de veeteelt nam tegen het eind van de 19e eeuw het belang van de handel in hout, rubber, en bananen toe, grotendeels door tussenkomst van Noord-Amerikaanse maatschappijen. Hierdoor ontstond een trek naar het gebied, en vestigden er zich veel Chinese handelaars. 
De huidige gemeente dateert van 1910 en heeft ongeveer 57.800 inwoners (2015), waarvan ongeveer dertig procent in stedelijk gebied (área de residencia urbano) woont.

## Stedenband
El Rama heeft een stedenband met:
- Maastricht (Nederland)